# Phòng cháy chữa cháy

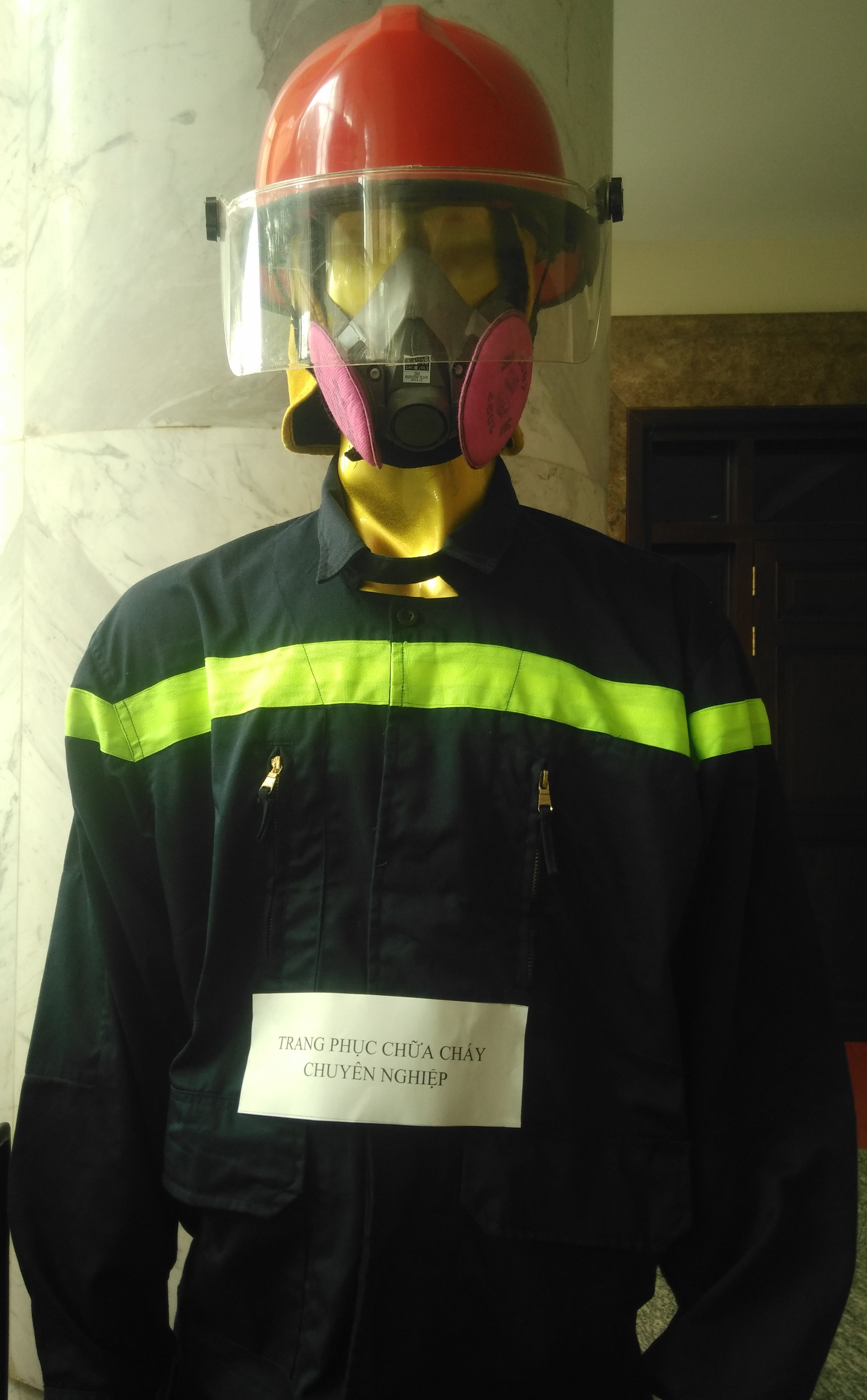
Trang phục phòng cháy và chữa cháy chuyên nghiệp ở Việt Nam

Phòng cháy chữa cháy (viết tắt là PCCC) là tổng hợp các biện pháp, giải pháp kỹ thuật nhằm loại trừ hoặc hạn chế đến mức tối đa các nguy cơ xảy ra cháy, nổ, đồng thời tạo các điều kiện thuận lợi, phù hợp cho công tác cứu người, cứu tài sản, chữa cháy, chống cháy lan hiệu quả và làm giảm thiểu tối đa các thiệt hại do cháy, nổ gây ra.
Phòng cháy chữa cháy tiếng Anh được dịch tạm là Fire Fighting and Prevention. Phòng cháy chữa cháy (PCCC) được hiểu một cách tổng quan là toàn bộ những thiết bị phòng cháy, chữa cháy. Những hoạt động chữa cháy, và những hoạt động đảm bảo, hạn chế thấp nhất nguy cơ cháy nổ xảy ra. Đó là trách nhiệm của toàn bộ mọi người, của mọi công dân. Bất kể ai không đảm bảo được an toàn cháy nổ tại nơi mình đang làm việc, sinh sống đều phải chịu tránh nhiệm. Điều này đã được quy định rất rõ tại Luật Phòng cháy chữa cháy do quốc hội ban hành.

## Thẩm duyệt và nghiệm thu phòng cháy chữa cháy
Căn cứ theo các văn bản pháp luật hiện hành, cần tiến hành công tác thẩm duyệt thiết kế phòng cháy chữa cháy (PCCC) các cơ sở thuộc diện thiết kế, thẩm duyệt về phòng cháy trước khi xây dựng công trình. Trong quá trình thi công, cần thẩm duyệt bổ sung thiết kế PCCC khi có sự thay đổi về thiết kế so với bản vẽ nộp cho đơn vị Cảnh sát PCCC.
Theo các chuyên gia từ Công ty cô phần quốc tế BAT Việt Nam thì nghiệm thu PCCC là một thủ tục hành chính thuộc thẩm quyền giải quyết của Cơ quan cảnh sát PCCC. Theo đó, các công trình thuộc diện bắt buộc làm thủ tục này sau khi thực hiện xong các phần việc liên quan sẽ cần phải được Cảnh sát PCCC kiểm tra, đánh giá và chấp nhận. Nghiệm thu về phòng cháy và chữa cháy là một phần việc trong nghiệm thu tổng thể công trình.
Một công trình để được cấp giấy nghiệm thu PCCC cần thực hiện theo trình tự các công việc:
- Thiết kế bản vẽ thiết kế về PCCC;

- Làm thủ tục thẩm duyệt thiết kế về PCCC;
- Thi công lắp đặt các trang thiết bị về PCCC theo bản thiết kế đã được thẩm duyệt (Bao gồm Hệ thống báo cháy, Hệ thống chữa cháy, Hệ thống chống sét, Hệ thống tăng áp hút khói, kiến trúc cầu thang thoát hiểm, hạng mục đặc biệt(kho gas, máy biến áp, máy phát điện) …)
- Làm hồ sơ nghiệm thu PCCC cho công trình.

Đối với các phần việc trên đòi hỏi phải có chuyên môn về PCCC mới thực hiện được. Do đó, nếu bạn là chủ đầu tư thì việc đơn giản nhất là thuê một đơn vị dịch vụ đủ năng lực để thay bạn thực hiện tất cả những công việc trên đến khi cấp văn bản nghiệm thu PCCC của cơ quan chức năng.

## Hồ sơ thẩm duyệt PCCC
Theo quy định từ Cục Cảnh sát phòng cháy chữa cháy và cứu nạn cứu hộ (Nghị định 136/2020/NĐ-CP: Quy định chi tiết một số điều và biện pháp thi hành Luật Phòng cháy và chữa cháy và Luật sửa đổi, bổ sung một số điều của Luật Phòng cháy và chữa cháy) hồ sơ thẩm duyệt phòng cháy chữa cháy phải bao gồm:
- Đơn xin cấp giấy thẩm duyệt về PCCC
- Bản vẽ thi công PCCC (có thể bao gồm toàn bộ hoặc một số: hệ thống báo cháy, hệ thống chữa cháy, hệ thống tăng áp hút khói, hệ thống chống sét,...), bản vẽ kiến trúc công trình.

Đối với một số trường hợp đặc biệt khác, cơ quan chức năng sẽ yêu cầu cung cấp thêm một số loại giấy tờ khác.
Ngoài ra, tùy theo từng trường hợp mà việc cấp giấy thẩm duyệt phòng cháy chữa cháy còn yêu cầu một số giấy tờ sau:
– Với những địa điểm xây dựng công trình gồm:
+ Văn bản đề nghị chấp thuận địa điểm xây dựng của chủ đầu tư (nêu rõ quy mô xây dựng, đặc điểm của công trình)
+ Bản vẽ, tài liệu chi tiết về địa hình, khí hậu của khu đất, các công trình giáp danh nếu có
– Đối với thiết kế công trình:
+ Giấy phép đầu tư và chứng chỉ quy hoạch (bản sao công chứng)
+ Các bản vẽ thiết kế kiến trúc công trình.
– Nơi tiếp nhận và giải quyết hồ sơ: Cơ quan Cảnh sát phòng cháy chữa cháy tại Tỉnh, thành phố trực thuộc trung ương.
– Thời hạn giải quyết: 20-30 ngày làm việc(hoặc ghi trên giấy hẹn).
– Lệ phí: (tùy địa phương).

## Hồ sơ nghiệm thu PCCC
Theo quy định từ cục cảnh sát phòng cháy chữa cháy (Nghị định 136/2020/NĐ-CP: Quy định chi tiết một số điều và biện pháp thi hành Luật Phòng cháy và chữa cháy và Luật sửa đổi, bổ sung một số điều của Luật Phòng cháy và chữa cháy) hồ sơ xin nghiệm thu phòng cháy chữa cháy phải bao gồm:
- Đơn xin cấp giấy nghiệm thu về PCCC.
- Bản vẽ hoàn công PCCC(có thể bao gồm toàn bộ hoặc một số: hệ thống báo cháy, hệ thống chữa cháy, hệ thống tăng áp hút khói, hệ thống chống sét), bản vẽ kiến trúc công trình.
- Biên bản nghiệm thu hoàn thành hạng mục PCCC, biên bản nghiệm thu vận hành có tải hệ thống PCCC, bản thuyết minh vận hành hệ thống PCCC, biên bản thi công hệ thống PCCC.
- Giấy chứng nhận kiểm định thiết bị PCCC(bản công chứng).
- Sách hướng dẫn vận hành hệ thống PCCC.
- Giấy đo đạc tiếp địa (do đơn vị thí nghiệm Las).

Đối với một số trường hợp đặc biệt khác, cơ quan chức năng sẽ yêu cầu cung cấp thêm một số loại giấy tờ khác.
Ngoài ra, tùy theo từng trường hợp mà việc cấp giấy nghiệm thu phòng cháy chữa cháy còn yêu cầu một số giấy tờ sau:
– Đối với thiết kế công trình:
+ Giấy phép đầu tư và chứng chỉ quy hoạch (bản sao công chứng)
+ Các bản vẽ thiết kế hệ thống PCCC những hạng mục đặc biệt (kho gas, máy phát điện, trạm biến áp,...)
– Nơi tiếp nhận và giải quyết hồ sơ: Cơ quan Cảnh sát phòng cháy chữa cháy tại Tỉnh, thành phố trực thuộc trung ương.
– Thời hạn giải quyết: 20-30 ngày làm việc(hoặc ghi trên giấy hẹn).
– Lệ phí: (tùy địa phương).

## Phòng cháy chữa cháy tại cơ sở
Trên quan điểm phòng ngừa tích cực, phòng ngừa chủ động, có thể chỉ ra rằng công tác phòng cháy tại cơ sở: là hệ thống các biện pháp, giải pháp về tổ chức, kỹ thuật của người đứng đầu nhằm loại trừ hoặc hạn chế các điều kiện hoặc nguyên nhân gây cháy, tạo điều kiện thuận lợi cho việc cứu người, cứu tài sản, chống cháy lan và dập tắt đám cháy xảy ra trong cơ sở. Căn cứ Điều 20 Luật PCCC và Điều 7 Nghị định số 79/2014/NĐ-CP, theo điều kiện an toàn PCCC thì công tác PCCC tại cơ sở bao gồm các nội dung:

### Xây dựng chương trình, kế hoạch thực hiện công tác phòng cháy tại cơ sở;
+ Xây dựng, ban hành nội quy, quy định PCCC;
+ Thành lập, duy trì hoạt động đội PCCC cơ sở;
+ Lập, thực tập phương án chữa cháy;
+ Đầu tư kinh phí, trang bị phương tiện PCCC;
+ Tổ chức công tác tự kiểm tra an toàn về PCCC tại cơ sở;
+ Xử lý vi phạm quy định về PCCC tại cơ sở;
+ Lập hồ sơ quản lý, theo dõi hoạt động PCCC.
Việc duy trì tình trạng an toàn không để xảy ra cháy, xét về thực chất đó là sự tác động tích cực của con người nhằm phòng cháy tại cơ sở, hạn chế đến mức thấp nhất hậu quả nếu có cháy xảy ra và tạo điều kiện thuận lợi cho việc cứu người, cứu tài sản. Chẳng hạn, cơ sở có tính nguy hiểm cháy, nổ cao trong quá trình hoạt động song dưới sự tác động, duy trì của con người, thiết bị kỹ thuật sẽ chuyển về mức thấp hơn là nguy hiểm cháy; nếu cơ sở chỉ có nguy hiểm cháy thì chuyển về mức không hoặc ít nguy hiểm cháy.
Hoạt động đó là kết quả do sự tác động tích cực từ phía Nhà nước và sự tự giác thực hiện của các chủ thể và đó là kết quả của quá trình tổ chức công tác phòng cháy tại cơ sở. Từ nhận thức về các khái niệm nêu trên và yêu cầu công tác đảm bảo an toàn PCCC, trách nhiệm của người đứng đầu cơ sở trong công tác phòng cháy, tổ chức công tác phòng cháy tại cơ sở: Là những hoạt động của người đứng đầu cơ sở về tổ chức thực hiện các nội dung công tác phòng cháy nhằm loại trừ, hạn chế các yếu tố, điều kiện gây cháy, tạo điều kiện thuận lợi cho việc cứu người, cứu tài sản, chống cháy lan và dập tắt đám cháy xảy ra trong cơ sở.